# U nich est' Rodina
U nich est' Rodina (У них есть Родина) è un film del 1949 diretto da Aleksandr Michajlovič Fajncimmer e Vladimir Grigor'evič Legošin.